# Włodzimierz Fijewski

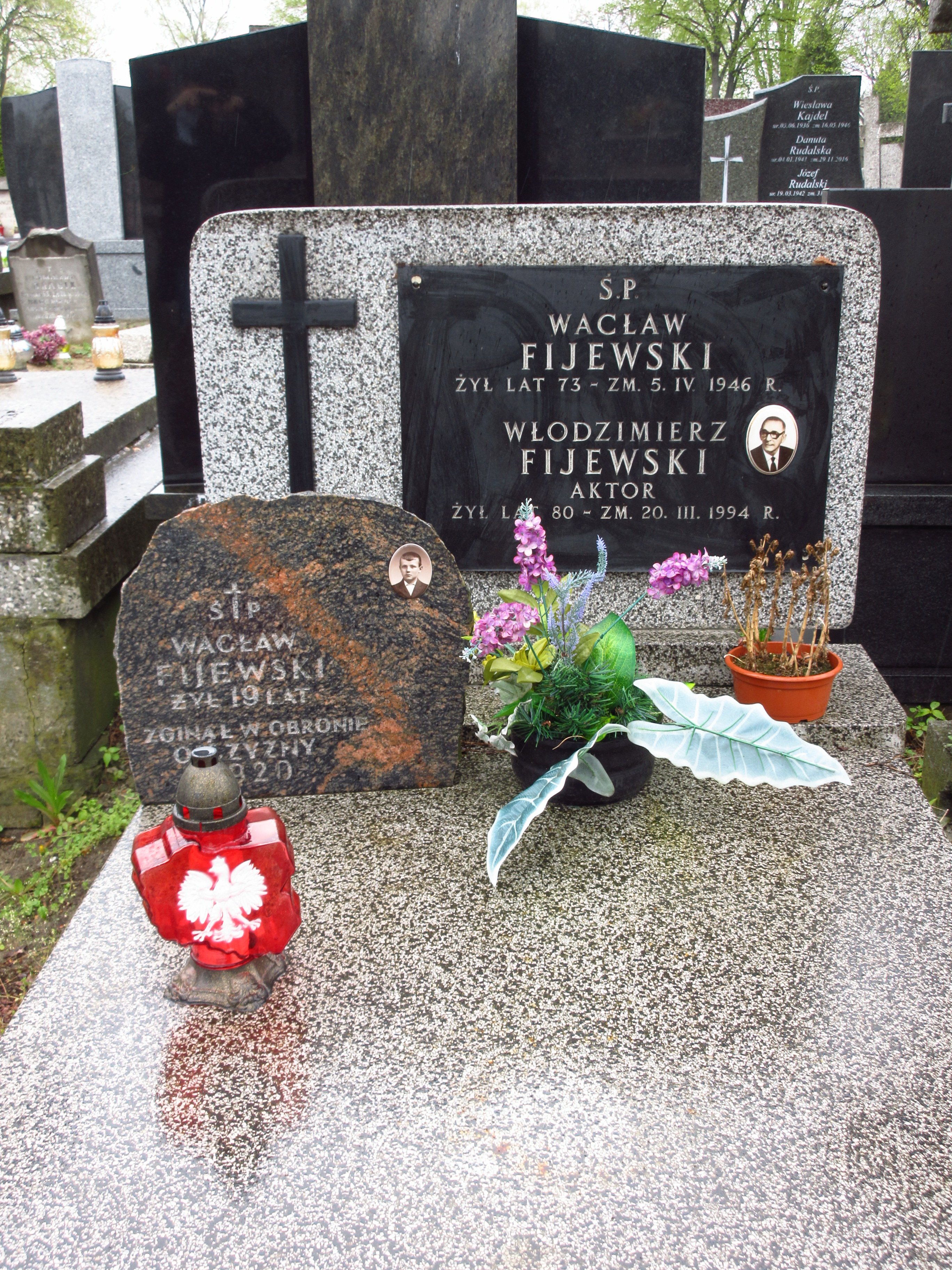
Grób Włodzimierza Fijewskiego na cmentarzu Bródnowskim

Włodzimierz Fijewski (ur. 16 października 1913 w Warszawie, zm. 20 marca 1994 tamże) – reżyser i aktor teatrów lalkowych.

## Życiorys
Urodził się na warszawskim Powiślu w rodzinie malarza pokojowego Wacława (zm. 1946) i Marianny z Lubańskich, jako jedno z dziesięciorga dzieci. Był m.in. bratem Tadeusza, Barbary i Marii i podobnie jak oni związał swoje życie z teatrem. Przez wiele lat był aktorem i reżyserem spektakli w warszawskim Teatrze Lalka, występował również gościnnie w Białostockim Teatrze Lalkowym. Sporadycznie grywał w Teatrze Syrena, ale były to występy okazjonalne lub udział gościnny.
Zmarł w Warszawie, pochowany 24 marca 1994 na cmentarzu Bródnowskim (kwatera 39L-3-4).

## Praca artystyczna
- 1946–1953 – Teatr Lalek „Guliwer” w Warszawie
- 1953–1954 – Teatr Lalek DWP „Satyra”
- 1954–1958 – Teatr „Guliwer”
- 1958–1978 – Teatr „Lalka” w Warszawie
- 1978–1992 – Teatr Lalek „Fraszka” w Warszawie

## Role (wybór)
- 1948 – „Korsarze”, reż. I. Sawicka – Dorotka, Opak
- 1950 – S. Michałkow, „Trzy pomarańcze”, reż. I. Sawicka – Dziadek, Pantalone
- 1955 – „Piesek i kotek”, reż. N. Gołembska
- 1958 – „Złoty kluczyk”, reż. M. Snarska
- 1958 – „Bartłomiejowi jarmark”, reż. B. Kilkowska
- 1958 – „O Zwyrtale muzykancie”, reż. J. Wilkowski
- 1967 – „Jarmark”, reż. Jacek Woszczerowicz
- 1972 – „Gdzie jest generał?”, reż. K. Wideman
- 1978 – Ernest Bryll, „Słowik”, reż. J. Całkowa
- 1980 – „Warto byś wpadł”, reż. W. Filler

## Ordery i odznaczenia
- Krzyż Kawalerski Orderu Odrodzenia Polski (1978)[3]
- Medal 10-lecia Polski Ludowej (19 stycznia 1955)[4]